# Колишемард

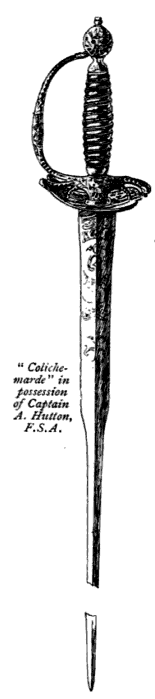
Колишемард

Колишемард (фр. colichemarde) — тип шпаг или кинжалов, популярный в странах Западной Европы в XVII — середине XVIII вв.

## Общие сведения
Форма клинка колишемарда отличается необычной конфигурацией: близкая к рукояти часть относительно широкая, в то время как до двух третей остальной длины сильно сужены. Поперечное сечение клинка чаще всего было треугольным. Эта конфигурация являлась специализацией для нанесения эффективных колющих выпадов, что вкупе с малым весом и небольшой длиной (менее метра) позволяло фехтовальщику наносить более точные удары по противнику по сравнению с рапирой.

## История использования

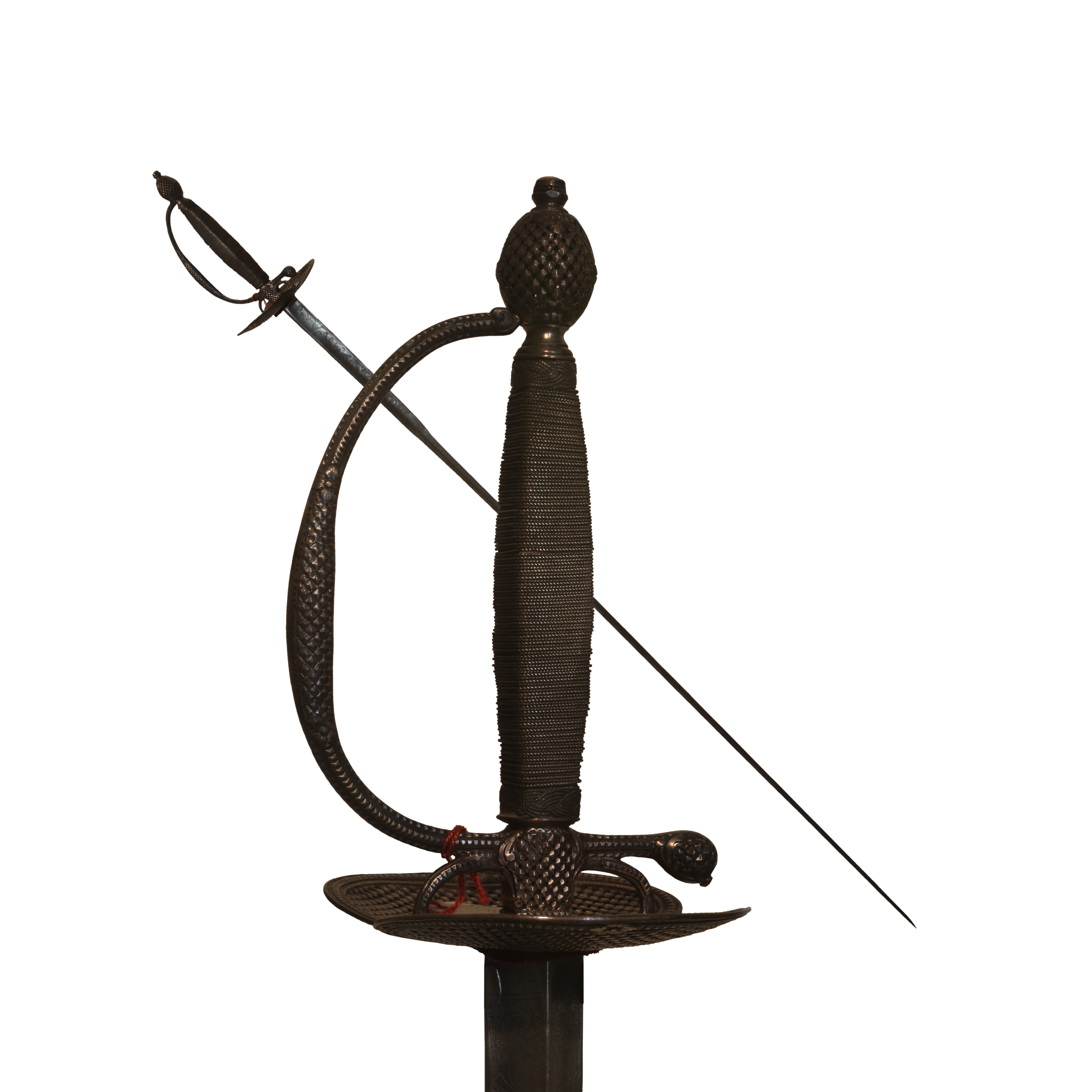
Колишемард в двух проекциях

Авторство колишемарда иногда приписывают графу фон Кёнигсмарку (в других вариантах — Отто Вильгельму фон Кёнигсмарку) из-за схожести произношения этих двух имён. Колишемард появился примерно в 1680 году и был популярен в течение следующих 40 лет при королевских дворах Европы. Этот тип оружия появился примерно в то же время, что и рапира. Однако рапира была создана для обучения фехтованию при дворе, в то время как колишемард был предназначен для дуэлей. Широко распространённое заблуждение о том, что колишемарды перестали производить после 1720 года, связано с мнением, высказанным сэром Ричардом Бёртоном в его «Книге о мече» (1884). Вопреки этой точки зрения, в коллекциях можно найти множество датированных экземпляров, изготовленных вплоть до 1770-х годов.
Вместе с потоком европейских переселенцев оружие проникло в Новый Свет. Офицеры в Северной Америке использовали колишемарды в 1754–1763 годах на полях сражений североамериканского театра Семилетней войны. Джордж Вашингтон получил колишемард во время своей инаугурации в президенты США в 1789 году.